# Theodor Tannen
Theodor Johann Dietrich Tannen (* 28. Oktober 1827 in Aurich; † 7. Februar 1893 ebenda) war ein deutscher Landwirt und Politiker, Abgeordneter im  Preußischen Abgeordnetenhaus.

## Leben
Tannen stammte aus einer alten friesischen Familie und wurde als Sohn eines Prokurators geboren und studierte nach landwirtschaftlicher Lehre Landwirtschaft in Jena. Dort wurde er 1847/48 Mitglied der Burschenschaft auf dem Burgkeller. Er wurde bis zur Demobilmachung 1851 freiwilliger Jäger in der 3. Kompanie des II. Jägerkorps in Rendsburg und setzte dann seine Ausbildung in Leyden und mit Studien des Flachsanbaus in Ostflandern fort. Im Anschluss pachtete er die Domäne Meerhusen bei Aurich und betrieb dort Schafzucht. 1873 erwarb er das Gut Cöldehörn bei Aurich. Da ihn als alten 1848er die Landwirtschaft nicht ausfüllte, ging er in die Politik. So wurde er 1870 Kuratoriumsmitglied der neugegründeten Amtssparkasse zu Aurich und 1870–1889 Vertreter des Landwirtschaftlichen Hauptvereins zu Aurich bei der Königlichen Landwirtschaftlichen Gesellschaft. 1878–1883 war er Generalsekretär in dessen Zentralverein für die Provinz Hannover. Von 1877 bis 1892 war er für die Nationalliberalen Abgeordneter im Provinziallandtag zu Hannover, Wahlbezirk Kreis Aurich. Von 1885 bis 1892 war er Mitglied des Provinzialausschusses, des Provinzialrats der Provinz Hannover und Kreisdeputierter. Abgeordneter im Preußischen Abgeordnetenhaus war er 1882–1885 (Wahlkreis Hannover 1, Aurich) und 1886–1893 (Wahlkreis Aurich 2, Aurich, Wittmund). Er war Landschaftsrat der bei Ostfriesischen Landschaft. T. Tannen war verheiratet (1858) mit Elisabeth Kempe (Tochter von Nr. 18 Besitzerfolge Osterburg Groothusen). Aus der Ehe gingen 9 Kinder hervor.